# 224国道
224国道（或“国道224线”、“G224线”、“海榆中线”），是在中国的一条国道，起点为海南省海口市，终点為海南省三亚市，全程309千米。

## 建设
民国时期，曾修建海口至琼中县岭门公路，因连年战乱，破损严重，至1950年全线无法通车。
1952年进行新路线勘测设计，选定以海口市秀英港码头为起点，经屯昌、枫木、乌石、营根、通什（今五指山市），穿越五指山，终到三亚榆林港，全长296.6公里。工程于1953年6月26日开工，共使用路基土方680.34万立方米，石方84.84万立方米。修建各种桥梁50座。工程总投资3203万元，平均每公里造价11.16万元，于1954年底全线建成通车，建成后国家多次投资扩建改造，拓宽路基，降坡改弯取直，铺筑沥青油路面，使道路交通条件不断改善。
为纪念在道路修建过程中牺牲的221名工人，公路建成后前海南行政区政府在海口秀英区建造筑路英雄纪念碑以供纪念。

## 里程表
| 城市名                   | 距起点距离 （公里） |
| ------------------------ | ------------------- |
| 海南省海口市             | 0                   |
| 海南省屯昌县             | 93                  |
| 海南省琼中黎族苗族自治县 | 145                 |
| 海南省五指山市           | 223                 |
| 海南省三亚市（榆林港）   | 309                 |